# 羅克克里克鎮區 (阿肯色州瑟西縣)
羅克克里克鎮區（英語：Rock Creek Township）是位於美國阿肯色州瑟西縣的一個行政鎮區。

## 地方資料
根據2010年美國人口普查的數據，羅克克里克鎮區的面積為137.30平方千米，當中陸地面積為137.05平方千米，而水域面積為0.25平方千米。當地共有人口547人，而人口密度為每平方千米3人。